# Рыйвассепп, Сандер
Са́ндер Ры́йвассепп (эст. Sander Rõivassepp; 23 августа 1990, Валга) — эстонский футболист, правый полузащитник и нападающий.

## Биография
Воспитанник клуба «Валга Уорриор». Летом 2006 года перешёл в таллинскую «Флору», где выступал за второй состав клуба в первой лиге Эстонии, а также несколько раз отдавался в аренду. В составе «Флоры-2» — полуфиналист Кубка Эстонии 2007/08. В 2008 году, играя за «Флору-2», вошёл в десятку лучших бомбардиров первой лиги с 10 голами и стал третьим призёром турнира. В 2009 году в составе «Валга Уорриор» стал третьим бомбардиром первой лиги (18 голов) и третьим призёром турнира. За основной состав «Флоры» не играл в чемпионате и Кубке Эстонии, но вышел на поле в январе 2011 года в матче Балтийского кубка против «Сконто». Весной 2011 года был в заявке клуба высшей лиги Эстонии «Вильянди», но лишь один раз попал в протокол как запасной.
В 2012 году присоединился к клубу «Пайде ЛМ», где стал игроком стартового состава. Дебютный матч в высшей лиге Эстонии сыграл 10 марта 2012 года против «Курессааре» и в этой же игре забил свой первый гол. Всего за «Пайде» провёл четыре сезона, за это время сыграл 118 матчей и забил 11 голов в высшей лиге. Финалист Кубка Эстонии 2014/15.
В конце карьеры играл на любительском уровне в низших лигах за «Валга Уорриор» и «Пайде-3».
Выступал за олимпийскую сборную Эстонии, также вызывался в юношескую сборную (до 17 лет).

## Достижения
- Финалист Кубка Эстонии: 2014/15

## Личная жизнь
Отец, Феликс Рыйвассепп — врач-хирург, в 2000-е годы — председатель городской думы Валги. Мать, Имби — госслужащая. Братья Кристьян (род. 1981) и Каспар (род. 1982) также были футболистами, сыграли несколько матчей в высшей лиге Эстонии. Есть сёстры Кадри и Кармен.